# کلاهبرداران
کلاهبرداران (به انگلیسی: The Grifters) نام فیلمی است که در سال ۱۹۹۰ به کارگردانی استیون فریرز و بر پایهٔ رمانی با همین نام از جیم تامپسون ساخته شد. آنجلیکا هیوستون موفق شد برای بازی در این فیلم در رشتهٔ بهترین بازیگر نقش اول زن نامزد دریافتِ جایزه اسکار شود. همچنین آنت بنینگ برای دریافتِ جایزه اسکار بهترین بازیگر نقش مکمل زن نامزد شد.

## داستان
یک کلاهبردار خرده‌پا میان وفاداری به مادرش که جدا از او زندگی می‌کند و دوست دخترش، گیر افتاده و باید یکی را انتخاب کند…